# Manaurie
Manaurie korábbi község Franciaországban, Dordogne megyében. Lakosainak száma 136 fő (2018. január 1.).
2019. január 1-jén Les Eyzies-de-Tayac-Sireuil és Saint-Cirq korábbi községgel egyesült és az így létrejött Les Eyzies új község része lett.

## Népesség
A település népességének változása:
| Lakosok száma | 163  | 151  | 159  | 142  | 158  | 153  | 157  | 142  | 140  | 136  |
|               | 1968 | 1975 | 1982 | 1999 | 2006 | 2011 | 2013 | 2016 | 2017 | 2018 |